# Вербівка (Коростенський район)
Вербі́вка (до 1961 року — Злотин, деколи — Зотин) — село в Україні, у Лугинській селищній територіальній громаді Коростенського району Житомирської області. Кількість населення становить 148 осіб (2001).

## Населення
У 1906 році у поселенні налічувалося 85 мешканців, дворів — 14, у 1923 році — 31 двір та 196 мешканців.
Відповідно до результатів перепису населення СРСР, кількість населення, станом на 12 січня 1989 року, становила 169 осіб. Станом на 5 грудня 2001 року, відповідно до перепису населення України, кількість мешканців села становила 148 осіб.

### Мова
Розподіл населення за рідною мовою за даними перепису 2001 року:
| Мова       | Кількість | Відсоток |
| ---------- | --------- | -------- |
| українська | 148       | 100%     |

## Історія
У другій половині 19 століття — сільце Рудня-Злотин Овруцького повіту Волинської губернії, належало до православної парафії у Білокуровичах, за 3 версти.
У 1906 році — Злотин, рудня Білокуровицької волості (4-го стану) Овруцького повіту Волинської губернії. Відстань до повітового центру, м. Овруч, становила 71 версту, від волосного центру, с. Білокуровичі — 4 версти. Найближче поштово-телеграфне відділення розміщувалося у містечку Іскорость.
У березні 1921 року, в складі волості, увійшло до складу новоствореного Коростенського повіту Волинської губернії. У 1923 році — сільце, включене до складу новоствореної Малодивлинської сільської ради, яка, 7 березня 1923 року, увійшла до складу новоутвореного Олевського району Коростенської округи. Розміщувалося за 36 верст від районного центру, міст. Олевськ, та 3 версти — від центру сільської ради, с. Малий Дивлин. 25 січня 1926 року, в складі сільської ради, передане до Лугинського району Коростенської округи.
11 серпня 1954 року, внаслідок об'єднання сільських рад, підпорядковане Великодивлинській сільській раді Лугинського району Житомирської області. 27 лютого 1961 року, відповідно до рішення Житомирського облвиконкому № 152 «Про проведення змін в адміністративно-територіальному поділі районів області», с. Злотин перейменоване на Вербівку. 30 грудня 1962 року, внаслідок ліквідації Лугинського району, село, в складі сільської ради, увійшло до Олевського району. 8 грудня 1966 року повернуте до складу відновленого Лугинського району.
23 липня 1991 року, відповідно до постанови Кабінету Міністрів Української РСР № 106 «Про організацію виконання постанов Верховної Ради Української РСР…», село віднесене до зони гарантованого добровільного відселення (третя зона) внаслідок аварії на Чорнобильській АЕС.
9 червня 2017 року включене до складу новоувореної Лугинської селищної територіальної громади Лугинського району Житомирської області. Від 19 липня 2020 року, разом з громадою, в складі новоствореного Коростенського району Житомирської області.